# 喧嘩高校軍団 特攻!國士義塾VS.朝高
喧嘩高校軍団 特攻!國士義塾VS.朝高（けんかこうこうぐんだん とっこう!こくしぎじゅくVSあさこう）は2009年公開の日本の映画作品。

## 概要
2009年4月18日に公開。製作はGPミュージアムソフト。
監督は金丸雄一、脚本・原案は水上竜士。
1970年代後半の日本が舞台の映画。バンカラで完全な縦社会である國士義塾高校の應援団での生活が内容。強力なライバル校である朝川高校との抗争を描く。

### キャスト[3]
- 波岡一喜
- KOJI
- 虎牙光揮
- 三四六
- 鈴木みのる
- 南まりか
- 倉見誠
- 永倉大輔
- 岸本祐二
- ガッツ石松